# Сороченка (Бабынинский район)
Сороченка — упразднённая деревня в Бабынинском районе Калужской области России. На момент упразднения входила в состав Стрельненского сельсовета. Упразднена в 1987 году.

## География
Деревня находится в центральной части Калужской области, в зоне хвойно-широколиственных лесов, в пределах Мещовского ополья, в истоке безымянного ручья, левобережном притоке реки Безвели, на расстоянии примерно 2,5 километра (по прямой) к северо-западу от деревни Оликово.

### Климат
Климат населённого пункта характеризуется как умеренно континентальный, с чётко выраженными временами года. Среднегодовая многолетняя температура воздуха составляет 4 — 4,6°C. Средняя температура самого холодного месяца (января) составляет −8,9 °C; самого тёплого (июля) — 17,8 °C. Среднегодовое количество атмосферных осадков составляет 650—730 мм. Продолжительность безморозного периода — около 149 суток.

## История
Решением исполнительного комитета Калужского областного совета народных депутатов от 04.11.1987 г. № 555 деревня Сороченка исключена из учётных данных.